# Elspeth Howe
Pour les articles homonymes, voir Howe.
Elspeth Rosamund Morton Howe, baronne Howe d'Idlicote, (née Shand le 8 février 1932 et morte le 22 mars 2022) est une pair à vie britannique crossbencher, membre de la Chambre des lords qui a occupé de nombreux postes dans la vie publique. 

## Biographie
Elspeth Howe est la fille de l'écrivain Philip Morton Shand et de sa quatrième épouse, Sybil Mary Shand (née Sissons, anciennement Mme. Slee). En tant que telle, elle est une demi-tante de Camilla, duchesse de Cornouailles (née Shand, anciennement Parker Bowles), dont le père, Bruce Shand, est fils de P. Morton Shand par un précédent mariage. 
Elspeth Shand fait ses études à Wycombe Abbey, une école privée de premier plan pour filles, et à la London School of Economics. 
Elspeth Howe est vice-présidente de la Commission pour l'égalité des chances de 1975 à 1979. Elle est ensuite nommée présidente de la Commission des normes de radiodiffusion. Dans les honneurs du Nouvel An 1999, elle est nommée Commandeur de l'Ordre de l'Empire britannique (CBE). Lady Howe est juge de paix à Londres de 1964 jusqu'à sa retraite du banc en 2002. Elle siège au tribunal pour adolescents de Camberwell, où elle est présidente de banc.
Le 29 juin 2001 à l'âge de 69 ans, elle est faite pair de vie, comme « baronne Howe Idlicote », de Shipston-on-Stour dans le comté de Warwickshire, dans son propre droit, devenant l'une des premiers pairs du peuple. Elle et son mari sont l'un des rares couples dont chacun a une pairie à part entière. Ayant déjà été dénommée Lady Howe du fait de la chevalerie de son mari puis de sa pairie, on a plaisanté lorsqu'elle a reçu sa propre pairie qu'elle était « une, deux, trois fois une Dame ».
Elspeth Howe quitte le Parlement le 2 juin 2020.

### Famille
Elle épouse l'homme politique Geoffrey Howe en 1953 et a trois enfants, Caroline (Cary), et des jumeaux, Amanda et Alec.